# Bertold Kittel
Bertold Kittel (ur. 19 czerwca w 1975 w Zakopanem) – polski dziennikarz śledczy, związany z Rzeczpospolitą, a następnie z TVN. 
W 2001 i 2006 roku laureat nagrody Grand Press w kategorii dziennikarstwo śledcze. W 2018 został wybrany Dziennikarzem Roku w plebiscycie miesięcznika Press.

## Życiorys
Kittel urodził się w Zakopanem. Ma starszego brata Haralda. Uczęszczał do I Liceum Ogólnokształcącego w Rabce. W połowie lat 90. został zatrudniony w krakowskim oddziale Gazety Wyborczej, a następnie w redakcji Super Expressu.
W kolejnych latach był związany z dziennikiem Rzeczpospolita, gdzie współpracował z Anną Marszałek. Od 2007 roku związany z telewizją TVN, gdzie przygotowuje reportaże do programu Superwizjer.
W 2018 był współautorem szeroko komentowanego reportażu o polskich neonazistach, wyemitowanego przez Superwizjer TVN. Za ten reportaż, wspólnie z Anną Sobolewską i Piotrem Wacowskim, otrzymał Nagrodę Radia ZET im. Andrzeja Woyciechowskiego za rok 2018.
Jest autorem książek Mafia po polsku oraz System. Jak mafia zarabia na śmieciach.